# Federico M. Requena
Federico M. Requena (ur. 22 stycznia 1964 w Kartagenie (Hiszpania)) – duchowny rzymskokatolicki, doktor historii i teologii. Profesor Historii Współczesnej Kościoła na Papieskim Uniwersytecie Świętego Krzyża w Rzymie (PUSC) oraz Assistant Director  "Instytutu Historycznego Świętego Josemarii" w Rzymie.

## Życiorys
W roku 1987 uzyskał licencjat z historii na Uniwersytecie w Mursji (Hiszpania). Następnie ukończył studia teologiczne na Papieskim Uniwersytecie Św. Krzyża w Rzymie.
W 1996 uzyskał stopień doktora teologii Uniwersytetu Nawarry w Pampelunie a roku 2007 stopień doktora historii tego samego uniwersytetu.
Od 2009 jest profesorem Historii Współczesnej Kościoła na Papieskim Uniwersytecie Świętego Krzyża w Rzymie. Od 2010 jest wicedyrektorem Komitetu Redakcyjnego czasopisma naukowego “Studia et Documenta. Rivista dell'Istituto Storico San Josemaría Escrivá” w Rzymie.

## Publikacje
Jest autorem licznych opracowań z zakresu historii współczesnej Kościoła.
- Współautor wraz z Javier Sesé - "Fuentes para la Historia del Opus Dei", Wyd. Ariel (2002)[3].